# Nizozemsko na Zimních olympijských hrách 1960
Nizozemsko na Zimních olympijských hrách 1960 reprezentovalo 7 sportovců (5 mužů a 2 ženy) v 2 sportech.

## Medailisté
| Medaile | Jméno              | Sport          | Disciplína       |
| ------- | ------------------ | -------------- | ---------------- |
| Stříbro | Sjoukje Dijkstrová | Krasobruslení  | Ženy jednotlivci |
| Bronz   | Jan Pesman         | Rychlobruslení | Muži 5 000 m     |